# ROH World Tag Team Championship
Die ROH World Tag Team Championship (zu deutsch Ring of Honor Welt Teammeisterschaft) ist ein Wrestlingtitel, den Ring of Honor an Tag-Teams vergibt. Wie im Wrestling allgemein üblich erfolgt die Vergabe nach einer zuvor bestimmten Storyline.

## Geschichte
Der Titel wurde am 21. September 2002 beim Ring of Honor-Event ROH Unscripted in Philadelphia, PA als ROH Tag Team Championship eingeführt. Dabei wurde der Titel in einem Turnier vergeben, welches die Prophecy, bestehend aus Christopher Daniels und Donovan Morgan, im Finale gegen den American Dragon und Michael Modest gewinnen durften. Da die noch junge Promotion zu diesem Zeitpunkt noch über keinen Titelgürtel verfügte, wurde Daniels und Morgan eine spezielle Trophäe überreicht. Der Titel stellte hiernach den höchsten Tag Team-Titel der Liga.
Am 9. Juli 2006 wurde die „ROH Tag Team Championship“ in „ROH World Tag Team Championship“ umbenannt und zum Welttitel erhoben. Hintergrund war ein Titelmatch zwischen den Champions Generation Next (Austin Aries und Roderick Strong) gegen Naruki Doi und Masato Yoshino bei einer Show der japanischen Wrestling-Promotion Dragon Gate in Tokio. Später wurde der Titel an weiteren Orten außerhalb der USA verteidigt, z. B. in England.
Im Frühjahr 2010 erhielten die Titel-Gürtel ein neues Design.

## Aktuelle Titelträger
Am 27. Dezember 2023 besiegten „The Devil‘s Masked Men“ (Identitäten unbekannt) einen der bisherigen Champions (MJF) in einem 1vs2-Handicap-Match in Orlando, Florida. Dies geschah bei einer Ausgabe von AEW Dynamite: New Year‘s Smash. Somit krönten sie sich zu den neuen Titelträgern. Zunächst war unbekannt, wer sich hinter den Masken versteckte, doch sie enthüllten ihre Identität am 30. Dezember 2023 bei dem PPV Worlds End als The Undisputed Kingdom (Matt Taven und Mike Bennett).

## Liste der Titelträger
| #  | Titelträger                                                   | Nr. | Tage | Datum                                 | Ort                      | Event                              | Bemerkung |
| -- | ------------------------------------------------------------- | --- | ---- | ------------------------------------- | ------------------------ | ---------------------------------- | --- |
| 1  | Christopher Daniels & Donovan Morgan The Prophecy             | 1   | 175  | 21. September 2002                    | Philadelphia, PA         | Unscripted                         | Der Titel wurde als ROH Tag Team Championship eingeführt. The Prophecy durften den Titel in einem One Night only-Turnier gewinnen, um die ersten Titelträger zu werden. |
| 2  | AJ Styles & The Amazing Red                                   | 1   | 158  | 15. März 2003                         | Cambridge, MA            | Expect the Unexpected              | AJ Styles und Amazing Red durften Christopher Daniels und Xavier, der für den verletzten Donovan Morgan eingesetzt wurde, besiegen. |
| —  | Titel vakant                                                  | —   | —    | 20. August 2003                       | —                        | —                                  | Der Titel wurde aufgrund einer Verletzung von Amazing Red für vakant erklärt. |
| 3  | Johnny Kashmere & Trent Acid The Backseat Boyz                | 1   | 26   | 20. September 2003                    | Philadelphia, PA         | Glory by Honor II                  | Die Backseat Boys durften ein 6 Team-Gaunlet gewinnen, in dem auch die Carnage Crew (HC Loc & Tony DeVito), Special K (Hydro & Deranged sowie Izzy & Dixie), Ring Crew Express (Marcos & Dunn) sowie die Briscoe Brothers involviert waren.                                                                          |
| 4  | Dixie & Izzy Special K                                        | 1   | 16   | 16. Oktober 2003                      | Glen Burnie, MD          | Tradition continues                | |
| 5  | Jay Briscoe & Mark Briscoe The Briscoe Brothers               | 1   | 174  | 1. November 2003                      | Elizabeth, NJ            | Main Event Spectacles              | |
| 6  | CM Punk & Colt Cabana Second City Saints                      | 1   | 21   | 24. April 2004                        | Chicago, IL              | Reborn: Stage Two                  | |
| 7  | B.J. Whitmer & Dan Maff The Prophecy                          | 1   | 0    | 15. Mai 2004                          | Lexington, MA            | Round Robin Challenge III          | Dies war das erste Match einer Round Robin-Challenge. |
| 8  | Jay Briscoe & Mark Briscoe The Briscoe Brothers               | 2   | 0    | 15. Mai 2004                          | Lexington, MA            | Round Robin Challenge III          | Dies war das zweite Match einer Round Robin-Challenge. |
| 9  | CM Punk & Colt Cabana Second City Saints                      | 2   | 84   | 15. Mai 2004                          | Lexington, MA            | Round Robin Challenge III          | Dies war das dritte und entscheidende Match einer Round Robin-Challenge. |
| 10 | Ricky Reyes & Rocky Romero The Havanna Pitbulls               | 1   | 84   | 7. August 2004                        | Essington, PA            | Testing the Limit                  | |
| 11 | B.J Whitmer & Dan Maff                                        | 2   | 38   | 19. Februar 2005                      | Elizabeth, NJ            | 3rd Anniversary Celebration Day 1  | |
| —  | Titel vakant                                                  | —   | —    | 28. März 2005                         | —                        | —                                  | Dan Maff und Ring of Honor gingen getrennte Wege, weswegen der Titel für vakant erklärt wurde. |
| 12 | B.J Whitmer (3) & Jimmy Jacobs                                | 1   | 98   | 2. April 2005                         | Asbury Park, NJ          | Best of American Super Juniors     | Durften Samoa Joe und Jay Lethal um die vakanten Titel besiegen. |
| 13 | HC Loc & Tony DeVito The Carnage Crew                         | 1   | 14   | 9. Juli 2005                          | New York City            | Escape from New York               | |
| 14 | B.J Whitmer (4) & Jimmy Jacobs (2)                            | 2   | 70   | 23. Juli 2005                         | Philadelphia, PA         | The Homecoming                     | |
| 15 | Sal Rinauro & Tony Mamaluke                                   | 1   | 77   | 1. Oktober 2005                       | New York City            | Joe vs. Kobashi                    | |
| 16 | Austin Aries & Roderick Strong Generation Next                | 1   | 273  | 17. Dezember 2005                     | Edison, NJ               | Final Battle (2005)                | Während ihrer Regentschaft durften Generation Next die Titel gegen Naruki Doi und Masato Yoshino in Tokio verteidigen, weswegen der Titel einen World-Status erreichte. Aus dem Grund wurde der Titel in ROH World Tag Team Championship umbenannt.                                                                  |
| 17 | Chris Hero & Claudio Castagnoli The Kings of Wrestling        | 1   | 70   | 16. September 2006                    | New York City            | Glory by Honor V - Night 2         | |
| 18 | Christopher Daniels (2) & Matt Sydal                          | 1   | 91   | 25. November 2006                     | Edison, NJ               | Dethroned                          | |
| 19 | Jay Briscoe & Mark Briscoe The Briscoe Brothers               | 3   | 7    | 24. Februar 2007                      | Chicago, IL              | The Fifth Year Festival: Chicago   | |
| 20 | Naruko Dou & SHINGO                                           | 1   | 27   | 3. März 2007                          | Liverpool, England       | The Fifth Year Festival: Liverpool | |
| 21 | Jay Briscoe & Mark Briscoe The Briscoe Brothers               | 4   | 275  | 30. März 2007                         | Detroit, MI              | All Star Extravaganza III          | |
| 22 | Jimmy Jacobs (3) & Tyler Black The Age of the Fall            | 1   | 27   | 30. Dezember 2007                     | New York City            | Final Battle (2007)                | |
| 23 | Davey Richards & Rocky Romero (2) No Remorse Corps            | 1   | 76   | 26. Januar 2008                       | Chicago, IL              | Without Remorse                    | Dies war ein Ultimate Endurence-Match, in welches auch Bryan Danielson & Austin Aries sowie B.J. Whitmer und Brent Albright involviert waren. |
| 24 | Jay Briscoe & Mark Briscoe The Briscoe Brothers               | 5   | 29   | 12. April 2008                        | Edison, NJ               | Injustice                          | |
| —  | Titel vakant                                                  | —   | —    | 11. Mai 2008                          | —                        | —                                  | Mark Briscoe verletzte sich an der Hand, so dass die Briscoe Brothers den Titel für vakant erklärten. |
| 25 | Jimmy Jacobs (4) & Tyler Black (2) The Age of the Fall        | 2   | 105  | 6. Juni 2008                          | Hartford, CT             | Up for Grabs                       | The Age of the Fall durften ein Turnier gewinnen, um so die vakanten Titel zu bekommen. Finalgegner waren Kevin Steen und El Generico. |
| 26 | El Generico & Kevin Steen                                     | 1   | 204  | 19. September 2008                    | Boston, MA               | Driven (2008)                      | |
| 27 | Davey Richards (2) & Eddie Edwards The American Wolves        | 1   | 253  | 10. April 2009                        | Boston, MA               | Ring of Honor Wrestling            | Dies war das erste TV-Match und zugleich ein Tables are legal-Match |
| 28 | Jay Briscoe & Mark Briscoe The Briscoe Brothers               | 6   | 105  | 19. Dezember 2009                     | New York City            | Final Battle (2009)                | |
| 29 | Chris Hero & Claudio Castagnoli The Kings of Wrestling        | 2   | 363  | 3. April 2010                         | Charlotte, NC            | The Big Bang                       | |
| 30 | Charlie Haas & Shelton Benjamin Wrestling’s Greatest Tag Team | 1   | 246  | 1. April 2011                         | Atlanta, GA              | Honor takes Center Stage - Day 1   | |
| 31 | Jay Briscoe & Mark Briscoe The Briscoe Brothers               | 7   | 141  | 23. Dezember 2011                     | Manhattan                | Final Battle (2011)                | |
| 32 | Charlie Haas & Shelton Benjamin Wrestling’s Greatest Tag Team | 2   | 43   | 12. Mai 2012                          | Toronto, CAN             | Border Wars                        | |
| 33 | Kenny King & Rhett Titus The All-Night Express                | 1   | 16   | 24. Juni 2012                         | New York City, NY        | Best In The World                  | |
| —  | Titel vakant                                                  | —   | —    | 10. Juli 2012                         | —                        | —                                  | Kenny King wurde wegen Vertragsbruch vom Management von Ring of Honor entlassen, nachdem er einen Auftritt bei Total Nonstop Action Wrestling absolvierte. Deswegen wurde der Titel für vakant erklärt. |
| 34 | Jimmy Jacobs (5) & Steve Corino SCUM                          | 1   | 92   | 15. September 2012                    | Chicago, IL              | Death before Dishonor X            | SCUM gewannen ein 8 Team-Turnier, um den vakanten Titel zu gewinnen. Sie besiegten im Finale Charlie Haas und Rhett Titus |
| 35 | Jay Briscoe & Mark Briscoe The Briscoe Brothers               | 8   | 76   | 16. Dezember 2012                     | New York City            | Final Battle                       | Dies war ein 3 Way-Sudden Death Rules-Match, an dem auch Caprice Coleman und Cedric Alexander involviert waren. |
| 36 | Kyle O’Reilly & Bobby Fish reDRagon                           | 1   | 147  | 2. März 2013                          | Chicago Ridge, IL        | 11th Anniversary Show              | |
| 37 | Alex Koslov & Rocky Romero (3) Forever Hooligans              | 1   | 7    | 27. Juli 2013                         | Providence, RI           | Ring of Honor Wrestling            | |
| 38 | Davey Richards (3) & Eddie Edwards (2) The American Wolves    | 2   | 14   | 3. August 2013                        | Toronto, Kanada          | All Star Extravaganza V            | |
| 39 | Kyle O’Reilly & Bobby Fish reDRagon                           | 2   | 203  | 17. August 2013                       | New York City, NY        | Manhattan Mayhem V                 | |
| 40 | Matt Jackson und Nick Jackson The Young Bucks                 | 1   | 70   | 8. März 2014                          | Chicago, IL              | Raising the Bar: Night 2           | |
| 41 | Kyle O’Reilly & Bobby Fish reDRagon                           | 3   | 322  | 17. Mai 2014                          | New York City, NY        | War of the Worlds                  | Dies war ein 2 out of 3 falls Match |
| 42 | Christopher Daniels (3) & Frankie Kazarian The Addiction      | 1   | 167  | 4. April 2015                         | San Antonio, TX          | ROH on SBG #188                    | |
| 43 | Matt Taven & Michael Bennett The Kingdom                      | 1   | 91   | 18. September 2015                    | San Antonio, TX          | All Star Extravaganza VII          | |
| 44 | Hanson & Raymond Rowe War Machine                             | 1   | 143  | 18. Dezember 2015                     | Philadelphia, PN         | Final Battle 2015                  | |
| 45 | Christopher Daniels (4) & Frankie Kazarian (2) The Addiction  | 2   | 144  | 9. Mai 2016                           | Dearborn, MC             | War of the Worlds                  | |
| 46 | Matt Jackson & Nick Jackson The Young Bucks                   | 2   | 155  | 30. September 2016                    | Lowell, MA               | All Star Extravaganza VIII         | Dies war ein Three-Way-Ladder-Match, an dem auch The Motor City Machine Guns (Alex Shelley & Chris Sabin) beteiligt waren. |
| 47 | Matt Hardy & Jeff Hardy The Hardys                            | 1   | 28   | 4. März 2017                          | New York City, NY        | Manhattan Mayhem VI                | |
| 48 | Matt Jackson & Nick Jackson The Young Bucks                   | 3   | 174  | 1. April 2017                         | Lakeland, FL             | Supercard of Honor XI              | |
| 49 | Alex Shelley & Chris Sabin The Motor City Machine Guns        | 1   | 168  | 22. September 2017                    | Las Vegas, NV            | Supercard of Honor XI              | |
| 50 | Jay Briscoe & Mark Briscoe The Briscoe Brothers               | 9   | 219  | 9. März 2018                          | Las Vegas, NV            | 16th Anniversary                   | |
| 51 | Frankie Kazarian (3) & Scorpio Sky SoCal Uncensored           | 1   | 61   | 14. Oktober 2018                      | Philadelphia, PA         | ROH on SGB                         | Dies war ein Three Way-Match, in welches auch die Young Bucks involviert waren. |
| 52 | Jay Briscoe & Mark Briscoe The Briscoe Brothers               | 10  | 91   | 14. Dezember 2018                     | New York City, NY        | Final Battle 2018                  | Dies war ein Three Way-Ladder-War-Match, in welches auch die Young Bucks involviert waren. |
| 52 | Brody King und PCO Villain Enterprises                        | 1   | 22   | 15. März 2019                         | Sunrise Manor, Nevada    | ROH 17th Anniversary Show          | Dies war ein Las Vegas Streetfight. |
| 54 | Tama Tonga und Tanga Loa Guerillas of Destiny                 | 1   | 105  | 6. April 2019                         | New York City, NY        | G1 Supercard                       | Dies war ein Winner Take All Four Way Match, bei dem außerdem The Briscoe Brothers und Los Ingobernables des Japon (Evil & Sanada) antraten. Neben dem ROH-Titel stand auch der IWGP Tag Team Championship auf dem Spiel.                                                                                            |
| 55 | Jay Briscoe & Mark Briscoe The Briscoe Brothers               | 11  | 146  | 20. Juli 2019                         | New York City, NY        | Manhattan Mayhem                   | Dies war ein New York City Street Fight. |
| 56 | Jay Lethal & Jonathan Gresham The Foundation                  | 1   | ???  | 13. Dezember 2019                     | Baltimore, Maryland      | Final Battle 2019                  | |
| 57 | Dragon Lee & Kenny King (2) La Faccion Ingobernable           | 1   | ???  | 27. Februar 2021 (Ausstrahlungsdatum) | Baltimore, Maryland      | Ring of Honor Wrestling            | Auf Grund der COVID-19-Pandemie in den Vereinigten Staaten und dem dadurch bedingten fünfmonatigen Ausfall wurden einzelne Shows vorproduziert, so dass das Datum des Titelgewinns nicht bekannt ist. Es war ein Pure Rules Match.                                                                                   |
| 58 | Rhett Titus (2) & Tracey Williams The Foundation              | 1   | 107  | 26. März 2021                         | Baltimore, Maryland      | ROH 19th Anniversary Show          | Besiegten King und La Bestia del Ring, der für den verletzten Dragon Lee einsprang. |
| 59 | Chris Dickinson & Homicide Violence Unlimited                 | 1   | 2    | 11. Juli 2021                         | Baltimore, Maryland      | Best in the World                  | Besiegten Titus und Jonathan Gresham, der für den verletzten Williams einsprang. |
| 60 | Dragon Lee & Kenny King (2) La Faccion Ingobernable           | 2   | 124  | 13. Juli 2021                         | Baltimore, Maryland      | Ring of Honor Wrestling            | |
| 61 | Matt Taven & Michael Bennett The OGK                          | 2   | 27   | 14. November 2021                     | Baltimore, Maryland      | Honor for All                      | Vorher bekannt als The Kingdom |
| 62 | Jay Briscoe & Mark Briscoe The Briscoe Brothers               | 12  | 111  | 11. Dezember 2021                     | Baltimore, Maryland      | Final Battle                       | [ 4 ] |
| 63 | Cash Wheeler & Dax Harwood FTR                                | 1   | 253  | 1. April 2022                         | Garland, Texas           | Supercard of Honor XV              | [ 5 ] |
| 64 | Jay Briscoe & Mark Briscoe The Briscoe Brothers               | 13  | 111  | 10. Dezember 2022                     | Dallas, Texas            | ROH Final Battle                   | Jay Briscoe kam am 17. Januar 2023 bei einem Autounfall ums Leben. Mark blieb alleiniger Titelträger. |
| —  | Titel vakant                                                  | —   | —    | 31. März 2023                         | Los Angeles, Kalifornien | Supercard of Honor                 | Nach dem tragischen Unfalltod Jay Briscoes, erklärte sein Bruder Mark die Titel für vakant. |
| 65 | Penta El Cero Miedo & Rey Fenix The Lucha Brothers            | 1   | 112  | 31. März 2023                         | Los Angeles, Kalifornien | ROH Supercard of Honor             | Bei Supercard of Honor setzten sich die Penta und Fenix in einem „Reach for the Sky“ 5-Way-Ladder-Match durch und krönten sich zu den neuen ROH World Tag Team Champions. |
| 66 | Kyle Fletcher & Mark Davis Aussie Open                        | 1   | 37   | 22. Juli 2023                         | Trenton, NJ              | ROH Death before Dishonor 2023     | Dies war ein Four Way-Tag Team-Match, in welches auch die Lucha Brothers, The Kingdom und die Best Friends involviert waren. |
| 67 | Adam Cole & MJF Better than you, BAY BAY                      | 1   | 122  | 27. August 2023                       | London, England          | AEW All In London                  | In der Zero Hour von AEW All In krönten sich Adam Cole und MJF vor 81000 Zuschauern im Wembley Stadium zu den neuen ROH Tag Team-Champions. |
| 68 | Matt Taven & Mike Bennett The Undisputed Kingdom              | 3   | 234  | 27. Dezember 2023                     | Orlando, Florida         | AEW Dynamite: New Year‘s Smash     | Im Main Event von AEW Dynamite: New Year’s Smash, besiegten „The Devil’s asked Men“ MJF in einem 1vs2-Handicap-Match und krönten sich somit zu den neuen ROH Tag Team-Champions. Sie enthüllten ihre Identität am 30. Dezember 2023 bei dem PPV Worlds End als The Undisputed Kingdom (Matt Taven und Mike Bennett). |
| 69 | Dustin Rhodes & Sammy Guevara The Sons of Texas               | 1   | 330+ | 17. August 2024                       | Arlington, Texas         | Collision                          | Veranstaltung von All Elite Wrestling. |

## Titelstatistiken

### Rekorde
| Rekord                                    | Rekordhalter                                              | Einheit               |
| ----------------------------------------- | --------------------------------------------------------- | --------------------- |
| Meiste Titelregentschaften - Tag Team     | Briscoe Brothers (Jay & Mark Briscoe)                     | 13 mal                |
| Meiste Titelregentschaften - Einzelperson | Jay Briscoe & Mark Briscoe                                | jeweils 13 mal        |
| Längste Regentschaft                      | Kings of Wrestling (Chris Hero & Claudio Castagnoli)      | 363 Tage              |
| Kürzeste Regentschaft                     | Briscoe Brothers und The Prophecy (Dan Maff & BJ Whitmer) | < 1 Tag               |
| Ältester Titelträger                      | Dustin Rhodes                                             | 55 Jahre und 128 Tage |
| Jüngster Titelträger                      | Mark Briscoe                                              | 18 Jahre und 287 Tage |
| Schwerster Titelträger                    | Kevin Steen & Hanson                                      | beide 138 Kilogramm   |
| Leichtester Titelträger                   | Amazing Red                                               | 64 Kilogramm          |
| Schwerstes Tagteam                        | War Machine (Hanson & Ray Row)                            | 250 Kilogramm         |
| Leichtester Titelträger                   | Special K (Izzy & Dixie)                                  | 150 Kilogramm         |

### Per Team
| Rang | Team                                                            | Anzahl | Tage    |
| ---- | --------------------------------------------------------------- | ------ | ------- |
| 1    | The Briscoe Brothers (Jay Briscoe & Mark Briscoe)               | 13     | 2320+   |
| 2    | reDRagon (Bobby Fish & Kyle O’Reilly)                           | 3      | 672     |
| 3    | The Foundation (Jay Lethal & Jonathan Gresham)                  | 1      | ca. 436 |
| 4    | Kings of Wrestling (Chris Hero & Claudio Castagnoli)            | 2      | 433     |
| 5    | The Young Bucks (Matt Jackson & Nick Jackson)                   | 3      | 399     |
| 6    | The Kingdom/The OGK (Matt Taven & Mike Bennett)                 | 3      | 352     |
| 7    | The Addiction (Christopher Daniels & Frankie Kazarian)          | 2      | 311     |
| 8    | Wrestling’s Greatest Tag Team (Charlie Haas & Shelton Benjamin) | 2      | 308     |
| 9    | The Sons of Texas (Dustin Rhodes & Sammy Guevara)               | 1      | 330+    |
| 10   | Austin Aries & Roderick Strong                                  | 1      | 273     |
| 11   | American Wolves (Davey Richards & Eddie Edwards)                | 2      | 267     |
| 12   | FTR (Dax Harwood & Cash Wheeler)                                | 1      | 253     |
| 13   | El Generico Kevin Steen                                         | 1      | 203     |
| 14   | Rottweilers (Ricky Reyes & Rocky Romero)                        | 1      | 196     |
| 15   | The Prophecy (Christopher Daniels & Donovan Morgan)             | 1      | 175     |
| 16   | B.J. Whitmer & Jimmy Jacobs                                     | 2      | 168     |
| 16   | The Motor City Machine Guns (Alex Shelley & Chris Sabin)        | 1      | 168     |
| 18   | A.J. Styles & The Amazing Red                                   | 1      | 158     |
| 19   | La Faccion Ingobernable (Dragon Lee & Kenny King)               | 2      | ca. 157 |
| 20   | War Machine (Hanson & Raymond Rowe)                             | 1      | 143     |
| 21   | The Age of the Fall (Jimmy Jacobs & Tyler Black)                | 2      | 132     |
| 22   | Better Than You Bay Bay (Adam Cole & MJF)                       |        |         |
| 23   | The Kingdom/OGK (Matt Taven & Michael Bennett)                  | 2      | 118     |
| 24   | The Foundation (Rhett Titus & Tracy Williams)                   | 1      | 107     |
| 25   | The Second City Saints (CM Punk & Colt Cabana)                  | 2      | 105     |
| 25   | Guerrillas of Destiny (Tama Tonga & Tanga Loa)                  | 1      | 105     |
| 27   | SCUM (Jimmy Jacobs & Steve Corino)                              | 1      | 92      |
| 28   | Christopher Daniels & Matt Sydal                                | 1      | 91      |
| 29   | No Remorse Corps (Davey Richards & Rocky Romero)                | 1      | 77      |
| 29   | Sal Rinauro & Tony Mamaluke                                     | 1      | 77      |
| 31   | Violence Unlimited (Chris Dickinson & Homicide)                 | 1      | ca. 63  |
| 32   | So Cal Uncensored (Frankie Kazarian & Scorpio Sky)              | 1      | 61      |
| 33   | B.J. Whitmer & Dan Maff                                         | 2      | 42      |
| 34   | Aussie Open (Kyle Fletcher & Mark Davis)                        | 1      | 37      |
| 35   | The Broken Hardys (Jeff & Matt)                                 | 1      | 28      |
| 36   | Naruki Doi & Shingo                                             | 1      | 27      |
| 37   | The Backseat Boyz (Johnny Kashmere & Trent Acid)                | 1      | 26      |
| 38   | Villain Enterprises (Brody King & PCO)                          | 1      | 22      |
| 39   | Special K (Dixie & Izzy)                                        | 1      | 16      |
| 39   | The All Night Express (Rhett Titus & Kenny King)                | 1      | 16      |
| 41   | The Carnage Crew (HC Loc & Tony DeVito)                         | 1      | 14      |
| 42   | Forever Hooligans (Alex Koslov & Rocky Romero)                  | 1      | 7       |

### Per Einzelwrestler
| Rang | Wrestler            | Anzahl | Tage   |
| ---- | ------------------- | ------ | ------ |
| 1    | Jay Briscoe         | 13     | 1485   |
| 1    | Mark Briscoe        | 13     | 1485   |
| 3    | Bobby Fish          | 3      | 672    |
| 3    | Kyle O’Reilly       | 3      | 672    |
| 5    | Christopher Daniels | 4      | 577    |
| 6    | Jay Lethal          | 1      | 436    |
| 6    | Jonathan Gresham    | 1      | 436    |
| 8    | Chris Hero          | 2      | 433    |
| 8    | Claudio Castagnoli  | 2      | 433    |
| 10   | Matt Jackson        | 3      | 399    |
| 10   | Nick Jackson        | 3      | 399    |
| 12   | Jimmy Jacobs        | 5      | 392    |
| 13   | Frankie Kazarian    | 3      | 372    |
| 14   | Matt Taven          | 1      | 352    |
| 14   | Mike Bennett        | 1      | 352    |
| 16   | Davey Richards      | 3      | 344    |
| 17   | Charlie Haas        | 2      | 308    |
| 17   | Shelton Benjamin    | 2      | 308    |
| 19   | Dustin Rhodes       | 1      | 330+   |
| 19   | Sammy Guevara       | 1      | 330+   |
| 21   | Rocky Romero        | 3      | 280    |
| 22   | Austin Aries        | 1      | 273    |
| 22   | Roderick Strong     | 1      | 273    |
| 24   | Eddie Edwards       | 2      | 267    |
| 25   | Dax Harwood         | 1      | 253    |
| 25   | Cash Wheeler        | 1      | 253    |
| 27   | B.J. Whitmer        | 4      | 210    |
| 28   | El Generico         | 1      | 203    |
| 28   | Kevin Steen         | 1      | 203    |
| 30   | Ricky Reyes         | 1      | 196    |
| 31   | Donovan Morgan      | 1      | 175    |
| 32   | Alex Shelley        | 1      | 168    |
| 32   | Chris Sabin         | 1      | 168    |
| 34   | A.J. Styles         | 1      | 175    |
| 34   | Amazing Red         | 1      | 175    |
| 36   | Hanson              | 1      | 143    |
| 36   | Raymond Rowe        | 1      | 143    |
| 38   | Tyler Black         | 2      | 132    |
| 39   | Rhett Titus         | 2      | 123    |
| 40   | Adam Cole           | 1      | 123    |
| 40   | MJF                 | 1      | 123    |
| 42   | Penta El Zero Miedo | 1      | 112    |
| 42   | Rey Fenix           | 1      | 112    |
| 44   | Kenny King          | 1      | ca.111 |
| 45   | Tracey Williams     | 1      | 107    |
| 46   | CM Punk             | 2      | 105    |
| 46   | Colt Cabana         | 2      | 105    |
| 46   | Tama Tonga          | 1      | 105    |
| 46   | Tanga Loa           | 1      | 105    |
| 50   | Dragon Lee          | 2      |        |
| 51   | Steve Corino        | 1      | 92     |
| 52   | Matt Sydal          | 1      | 91     |
| 53   | Sal Rinauro         | 1      | 77     |
| 53   | Tony Mamaluke       | 1      | 77     |
| 55   | Chris Dickinson     | 1      | ca. 63 |
| 55   | Homicide            | 1      | ca. 63 |
| 57   | Scorpio Sky         | 1      | 61     |
| 58   | Dan Maff            | 2      | 42     |
| 59   | Kyle Fletcher       | 1      | 37     |
| 59   | Mark Davis          | 1      | 37     |
| 61   | Jeff Hardy          | 1      | 28     |
| 61   | Matt Hardy          | 1      | 28     |
| 63   | Naruki Doi          | 1      | 27     |
| 63   | Shingo              | 1      | 27     |
| 65   | Johnny Kashmere     | 1      | 26     |
| 65   | Trent Acid          | 1      | 26     |
| 67   | Brody King          | 1      | 22     |
| 67   | PCO                 | 1      | 22     |
| 69   | Dixie               | 1      | 16     |
| 69   | Izzy                | 1      | 16     |
| 71   | HC Loc              | 1      | 14     |
| 71   | Tony DeVito         | 1      | 14     |
| 73   | Alex Koslov         | 1      | 7      |